# Веероносцы

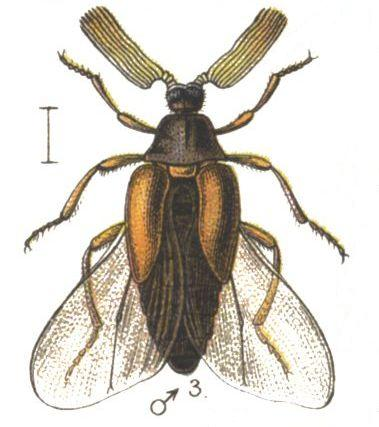
Rhipidius pectinicornis

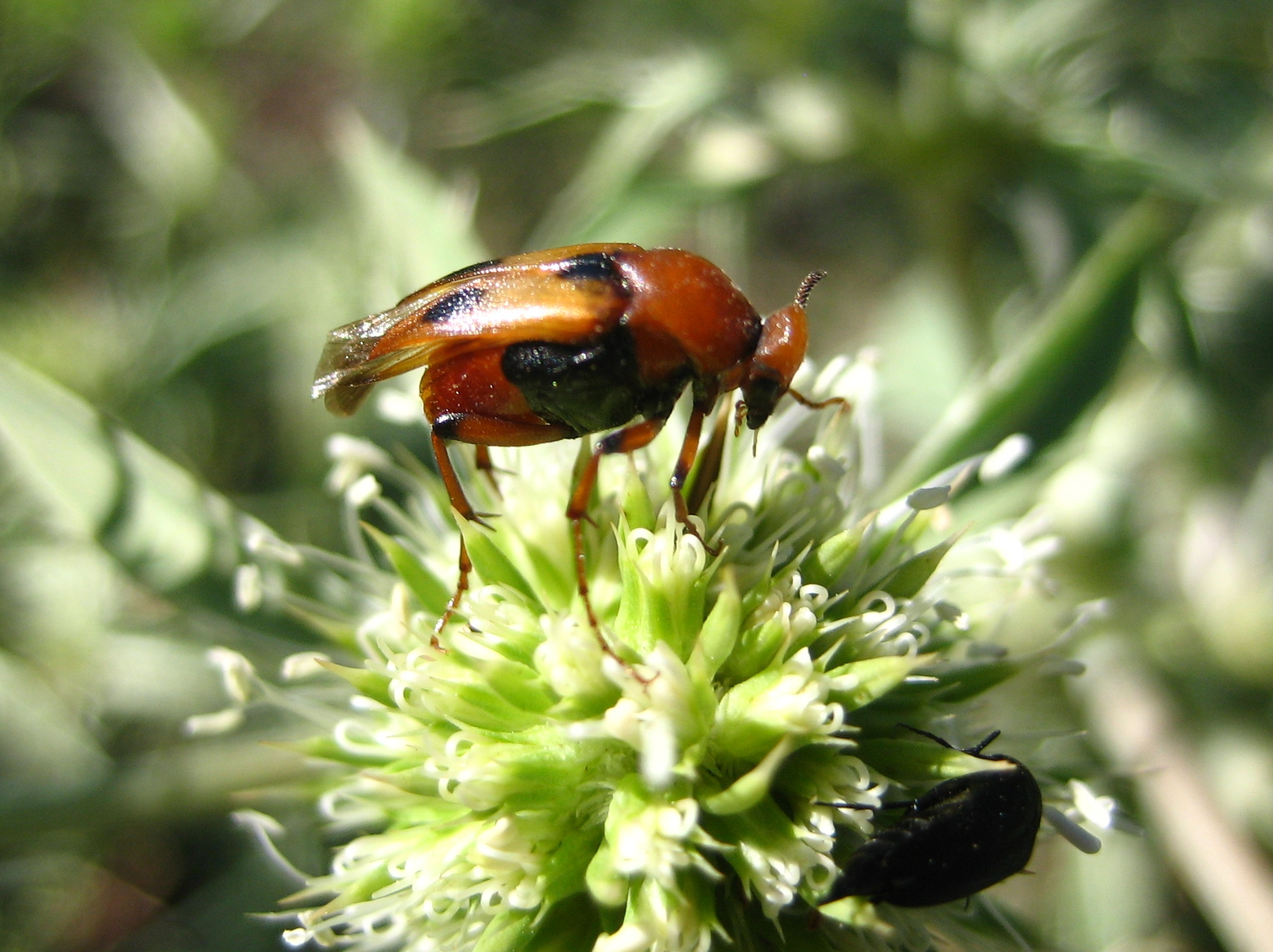
Macrosiagon

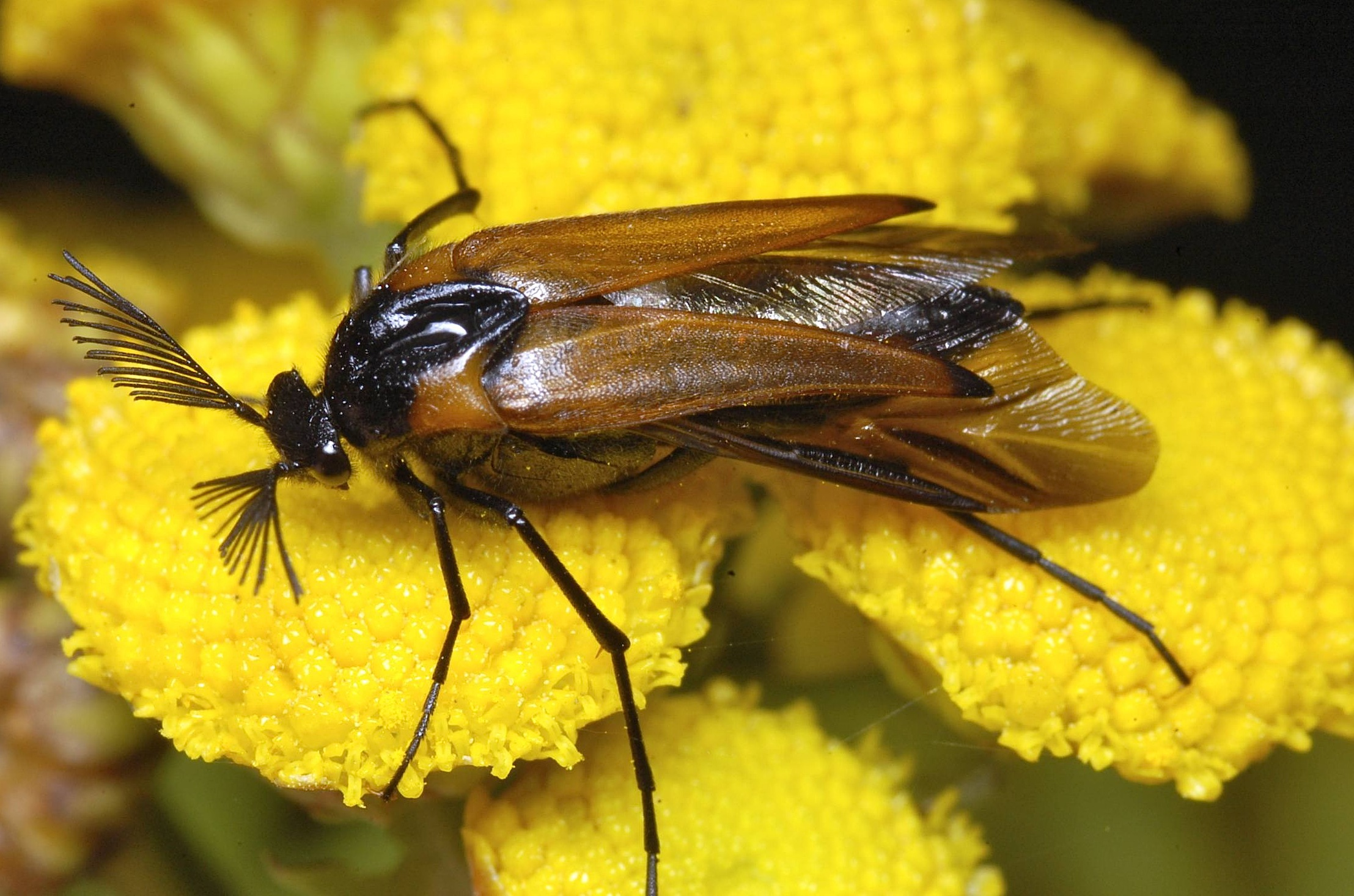
Самец Metoecus paradoxus

Веероно́сцы, или веероусые, или веерники (лат. Rhipiphoridae) — семейство жуков (Coleoptera).

## Описание
Длина тела 4—36 мм. Ноги длинные и тонкие. Название семейства связано с формой антенн и происходит от корня «веер» (rhipidium = веер), как и у ещё одного семейства жуков — веероносцы, Rhipiceridae.
Развит половой диморфизм (самки крупнее самцов, а у некоторых видов не летают). Паразитоиды пчёл, ос, тараканов и личинок жуков-ксилофагов.

## Палеонтология
Древнейшие находки в ископаемом состоянии происходят из средней юры Китая. Также веероносцы известны из меловых бирманского и шарантийского янтарей и из эоценового балтийского янтаря.

## Систематика
450 видов. В России — 10 в. Источник оценки: Г. С. Медведев [1995].
- Семейство Веероносцы
  - Подсемейство: Hemirhipidiinae Heller, 1921
  - Подсемейство: Micholaeminae Viana, 1971
  - Подсемейство: Pelecotominae Seidlitz, 1875
  - Подсемейство: Ptilophorinae Gerstaecker, 1855
  - Подсемейство: Ripidiinae Gerstaecker, 1855
  - Подсемейство: Ripiphorinae Harold & Gemminger, 1870